# ماساکی کاتو
ماساکی کاتو (انگلیسی: Toshiki Yui؛ زادهٔ ۱۹۵۶ (۶۸–۶۹ سال)) مانگاکا، و تصویرگر اهل ژاپن است.